# 米拉博
米拉博（法語：Mirabeau，法語發音：[miʁabo] ⓘ），又称米拉波，是法国普罗旺斯-阿尔卑斯-蓝色海岸大区沃克吕兹省的一个市镇，属于阿普特区。

## 地理
米拉博（43°42'15"N, 5°39'22"E）面积31.66 平方千米，位于法国普罗旺斯-阿尔卑斯-蓝色海岸大区沃克吕兹省，该省份为法国东南部内陆省份，北起德龙省，西北接阿尔代什省，西接加尔省，南至罗讷河口省，东南角与瓦尔省接壤，东临上普罗旺斯阿尔卑斯省。
与米拉博接壤的市镇（或旧市镇、城区）包括：茹克、博蒙德佩尔蒂、格朗布瓦、佩尔蒂、拉图尔代格。

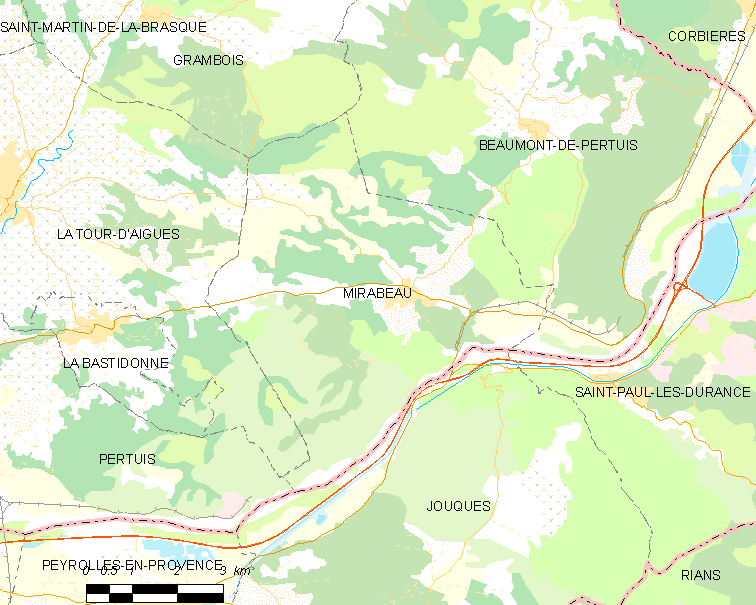
米拉博的OSM定位图

米拉博的时区为UTC+01:00、UTC+02:00（夏令时）。

## 行政
米拉博的邮政编码为84120，INSEE市镇编码为84076。

## 政治
米拉博所属的省级选区为佩尔蒂县。

## 人口

1962-2008年间米拉博人口变化图示

米拉博于2022年1月1日时的人口数量为1434人。